# جما جکسون
جما جکسون (انگلیسی: Gemma Jackson؛ زادهٔ ۱۹۵۱ (۷۳–۷۴ سال)) طراح تولید اهل بریتانیا است.
وی همچنین برندهٔ جوایزی همچون جوایز امی ساعات پربیننده شده‌است.